# Guus Hoevenberg
Guus Hoevenberg (Almelo, 8 april 1948) is een Nederlands voormalig voetballer die als aanvaller speelde.
Hoevenberg brak door bij Heracles waar hij in het seizoen 1970/71 clubtopscorer was met 10 doelpunten. Hij speelde vervolgens voor De Graafschap, NEC en SK Tongeren. Daarna was hij eerst herstellende van een meniscusoperatie en werd vervolgens voor vijf jaar geschorst door de KNVB omdat hij als toeschouwer bij een amateurwedstrijd de scheidsrechter geschopt zou hebben. Omdat Heracles hem weer wilde vastleggen voerde hij tevergeefs een rechtszaak en mocht hij pas in oktober 1977 weer voetballen. Daar werd hij echter wisselspeler en in september 1978 liet hij zijn contract ontbinden. Hoevenberg kwam ook uit voor het militair-elftal. Nadien was hij trainer in het amateurvoetbal.